# آيربودز برو
آيربودز برو (بالإنجليزية: AirPods Pro)‏ هي سماعات أذن لاسلكية تعمل بتقنية البلوتوث من تصميم أبل، تم إصدارها في البداية في 30 أكتوبر 2019. إنها سماعات رأس لاسلكية متوسطة المدى من أبل، تُباع جنبًا إلى جنب مع آيربودز من المستوى الأساسي وأحدث آيربودز ماكس.

## وصلات خارجية
- آيربودز برو